# ハンス・ハルトヴィヒ・フォン・ベセラー
ハンス・ハルトヴィヒ・フォン・ベゼラー（Hans Hartwig von Beseler、 1850年4月27日 - 1921年12月20日）は、ドイツの軍人、政治家。上級大将。ポーランド摂政王国総督(在任：1915年8月27日 - 1918年11月11日)。第一次世界大戦の西部戦線でアントウェルペン包囲戦、およびにイーゼルの戦いおいてドイツ軍を指揮して協商軍と戦った。その後東部戦線へ異動となり、終戦までポーランド摂政王国の総督を務めた。 

## 経歴
ベゼラーはグライフスヴァルトで同地のグライフスヴァルト大学は法学部教授でフランクフルト市議員のゲオルク・ベゼラーの元に生まれる。ベゼラーは1868年にプロイセン王国軍に入隊し普仏戦争を戦い抜き、その後特に目立った事も無いまま1910年に退役を迎えた。ベゼラーはヴィルヘルム二世によって1904年に陞爵された。
しかし第一次世界大戦の勃発により、彼は呼び戻されてアレクサンダー・フォン・クルック麾下のドイツ第一軍指揮下の第三予備軍を指揮する事になる。ドイツ軍が8月20日にブリュッセルを攻略し、ベルギー軍を撃破したと判断するとドイツ第一軍は第三予備軍をベルギーに残しフランスへと移動した。9月9日にベゼラー率いる第三予備軍はアントウェルペンを攻略するよう命令された。10月10日にアントウェルペン市長のヤン・デ・フォスは無防備都市宣言を出し、アントウェルペン包囲戦は終わった。その後ベゼラーの軍団はベルギー軍を追撃するも、イーゼルの戦いで撃退されてしまう。 
その後1915年の春に、ベゼラーは東部戦線はマックス・フォン・ガルヴィッツ麾下のドイツ第9軍へと異動になり、ノヴォグルジエフスク要塞を陥落させた。 
同年8月27日に彼はポーランド国王が選出されるまでの間、ドイツ軍軍政下のポーランド総督に任じられるも、国王が選出されずに結局終戦までその任に当たった。彼は「表向き独立しているポーランド」を強調するためポーランド義勇軍を三個師団ほど抽出し、中央同盟軍に行き渡らせることを望んだ。なお正式名称はワルシャワ総督府総督である。彼はポーランド人とユダヤ人をそれぞれ旧ポーランド立憲王国領から追い出してその地にドイツ人入植者を移住させるポーランド併合案に賛意を示していた。 
1915年11月にベゼラーはワルシャワ大学とワルシャワ工科大学をそれぞれ再び開校させ、1869年以降禁止されていた同大学内でのポーランド語の使用を初めて許可した。各自治体の議会議員も選挙で選び、下級裁判所も現地のポーランド人の手によって運営を任せた。にもかかわらず、ポーランド人は支配に反発し、期待していたポーランド義勇軍の抽出にも失敗した。ポーランド人の大部分は協商軍が勝つことによってポーランドが真の意味で独立を勝ち取る事を望んでいた。

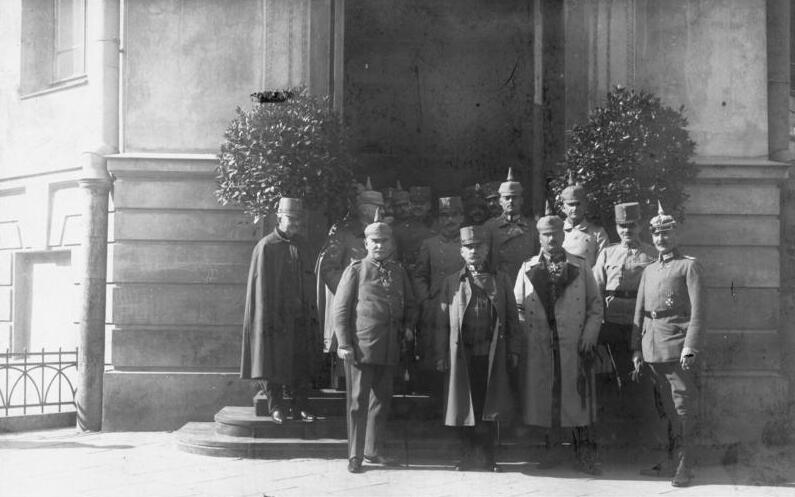
ベゼラー(左から1人目)とクック(左から2人目)、ルブリンにて(1916年12月13日)。

1916年10月4日にベゼラーは18歳から45歳までのポーランド人男性を対象とした強制労働を課した。そして同年の11月5日勅令施行後もベゼラーは、ルブリンのオーストリア側のポーランド総督カール・クックと共に総督としての権力を保持しつづけた。同時に彼はいわゆるポーランド国防軍の総司令官にも就任した。   

1918年11月11日にポーランドが独立を宣言し、ワルシャワのドイツ兵が武装解除された後、ベゼラーはドイツに半ば逃げるように帰国した。その後、国内ではポーランド人に対しての統治が甘すぎると保守派と国粋派から批判され、ポーランドではプロイセン人として振る舞った事で嫌われた彼は失意の内に1921年にポツダム近郊のノイバーベルスベルクで死去した。彼はベルリン市内の墓地に埋葬された。 

## 階級

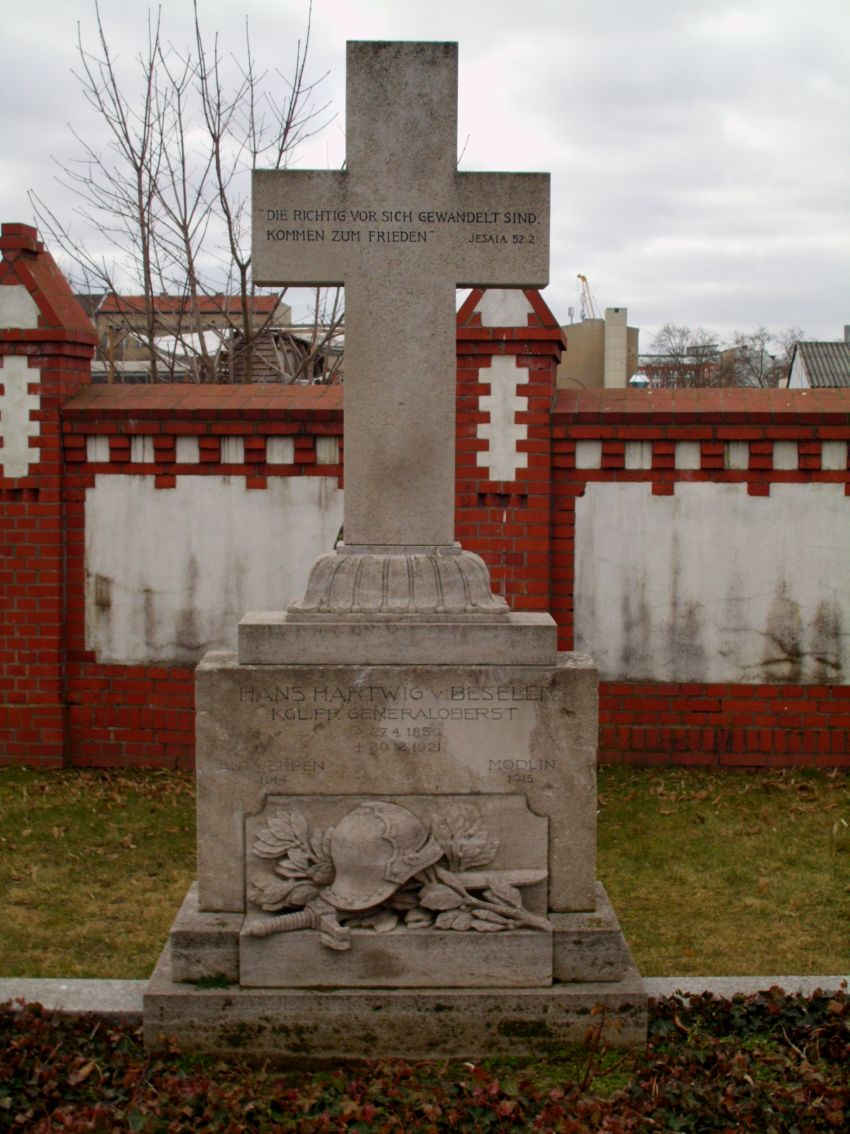
インバリデンフリードホッフにあるベゼラーの墓。

- 1870年/1871年 〜 1875年6月15日：少尉
- 1875年6月15日 〜 1882年4月18日：中尉
- 1882年4月18日 〜  1888年9月19日：大尉
- 1888年9月19日 〜 1893年10月17日：少佐
- 1893年10月17日 〜 1897年3月22日：中佐
- 1897年3月22日 〜 1900年1月27日：大佐
- 1900年1月27日 〜 1903年4月18日：少将
- 1903年4月18日 〜 1907年11月9日：中将
- 1907年11月9日 〜 1918年1月27日：歩兵大将
- 1918年1月27日 〜 1918年11月11日：上級大将

## 栄典
ベゼラーは柏葉付きプール・ル・メリット勲章、一級鉄十字章と二級鉄十字章を授与され、さらにホーエンツォレルン家勲章の中で星付き司令官章を授与されている。 